# Rudolf Vojta
Rudolf „Rudi“ Vojta (auch Voita; * 15. April 1912 in Wien; † November 1984 ebenda) war ein österreichischer Eishockey- und Handballspieler. Er nahm mit der österreichischen Eishockeynationalmannschaft an den Olympischen Winterspielen 1936 und bei drei Eishockey-Weltmeisterschaften teil. Zudem gewann er mehrere österreichische Meistertitel mit dem Wiener Eislauf-Verein.

## Karriere
Rudolf Vojta begann seine Karriere als Eishockeyspieler beim HC Währing, für den er zwischen 1928 und 1935 aktiv war. 1935 löste sich der HCW auf und die Spieler des Klubs wechselten zum großen Teil zum Wiener Eislauf-Verein (WEV). Für diesen war „Rudi“ Vojta bis 1939 aktiv und gewann mit dem WEV 1937 den österreichische Meistertitel.
Parallel zum Eishockeysport war er auch im Handball aktiv und spielte für den Wiener Athletiksport Club.
Nach dem 1939 erfolgten Zusammenschluss zwischen dem WEV und dem EK Engelmann Wien spielte Vojta bis zur Saison 1933/44 für die Wiener Eissportgemeinschaft.
International spielte er für die Österreichische Eishockeynationalmannschaft bei den Olympischen Winterspielen 1936 und bei Eishockey-Weltmeisterschaften 1935, 1938 und 1949.
Nach dem Zweiten Weltkrieg war er zwischen 1946 und 1949 wieder für den WEV aktiv, gewann die Meisterschaften 1947 und 1949, bevor er seine Karriere beendete. Anschließend wurde er 1950 Trainer der neu formierten Nationalmannschaft, die an der B-Weltmeisterschaft 1951 teilnahm. Zudem war er als Handballtrainer beim WAC und Eisenbahner-Sportverein aktiv. > Er wurde am Neustifter Friedhof bestattet. Das Grab ist bereits aufgelassen.